# Hokkei
Totoya Hokkei (em japonês:  魚屋 北 渓, 1781–1850) foi um artista japonês mais conhecido por suas impressões no estilo do ukiyo-e. Hokkei foi um dos primeiros e mais conhecidos alunos de Hokusai e trabalhou em uma variedade de estilos e gêneros, produzindo um grande corpo de trabalhos em impressão, ilustração de livros e pinturas. Seu trabalho também apareceu sob os nomes artísticos de Aiogazono (葵園), Aoigaoka (葵岡) e Kyōsai (拱斎).

## Vida e carreira
Nascido Iwakubo Tatsuyuki (岩窪 辰行), em 1780, Edo (atual Tóquio), Hokkei era um peixeiro antes de estudar com Kanō Yōsen'in Korenobu, o chefe do ramo Kobikichō da Escola Kanō de pintura. Mais tarde, ele se tornou um dos primeiros estudantes de ukiyo-e do artista Hokusai.
O primeiro trabalho conhecido de Hokkei apareceu por volta de 1800 como ilustrações para livros de poesia kyōka do tipo Waka, novelas sharebon e livros de histórias hanashibon. Durante seu período de auge nas décadas de 1820 e 1830, ele produziu um grande número de impressões e ilustrações de livros.
Hokkei morreu em 1850, com setenta anos, e foi enterrado no templo de Ryūhōji em Aoyama. Ao longo de sua vida, ele também usou os pseudônimos Hatsugorō (初五郎) e Kin'emon (金 市 右衛門), e os nomes artístiscos Aiogazono (葵園), Aoigaoka (葵岡) e Kyōsai (拱斎). Entre os alunos de Hokkei são conhecidos Yashima Gakutei, Keishu Keish (西 本 渓雪), Keiri (渓里), Keiyu (渓由), Keigetsu (渓 月), Keishō (渓松), Keisei (渓栖) e Keirin (渓林).

## Estilo
O trabalho de Hokkei é leve e simples, mostrando a influência de seu mestre Hokusai: a série "Lugares famosos de várias províncias" apareceu pouco depois da popular série de Hokusai "Trinta e seis vistas do monte Fuji". Hokkei foi um artista individualista e versátil que fez uso de uma variedade de abordagens e trabalhou em estilos que variam desde o do artista Hishikawa Moronobu, do início do ukiyo-e, a métodos e assuntos ocidentais.

Impressões feitas por Totoya Hokkei
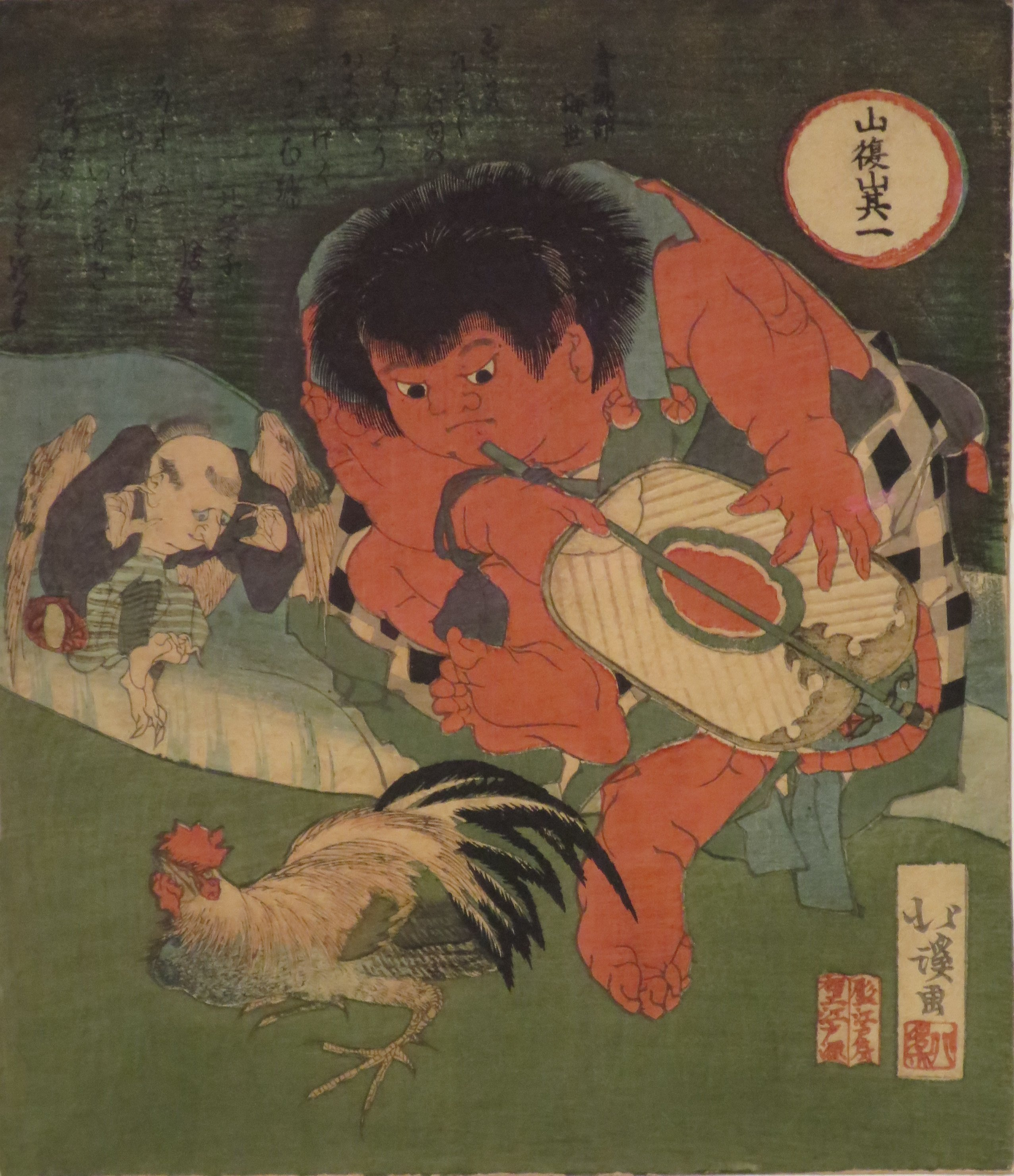
Kintarō arbitra um duelo entre um galo e Tengu, início do século XIX, Museu de arte de Honolulu
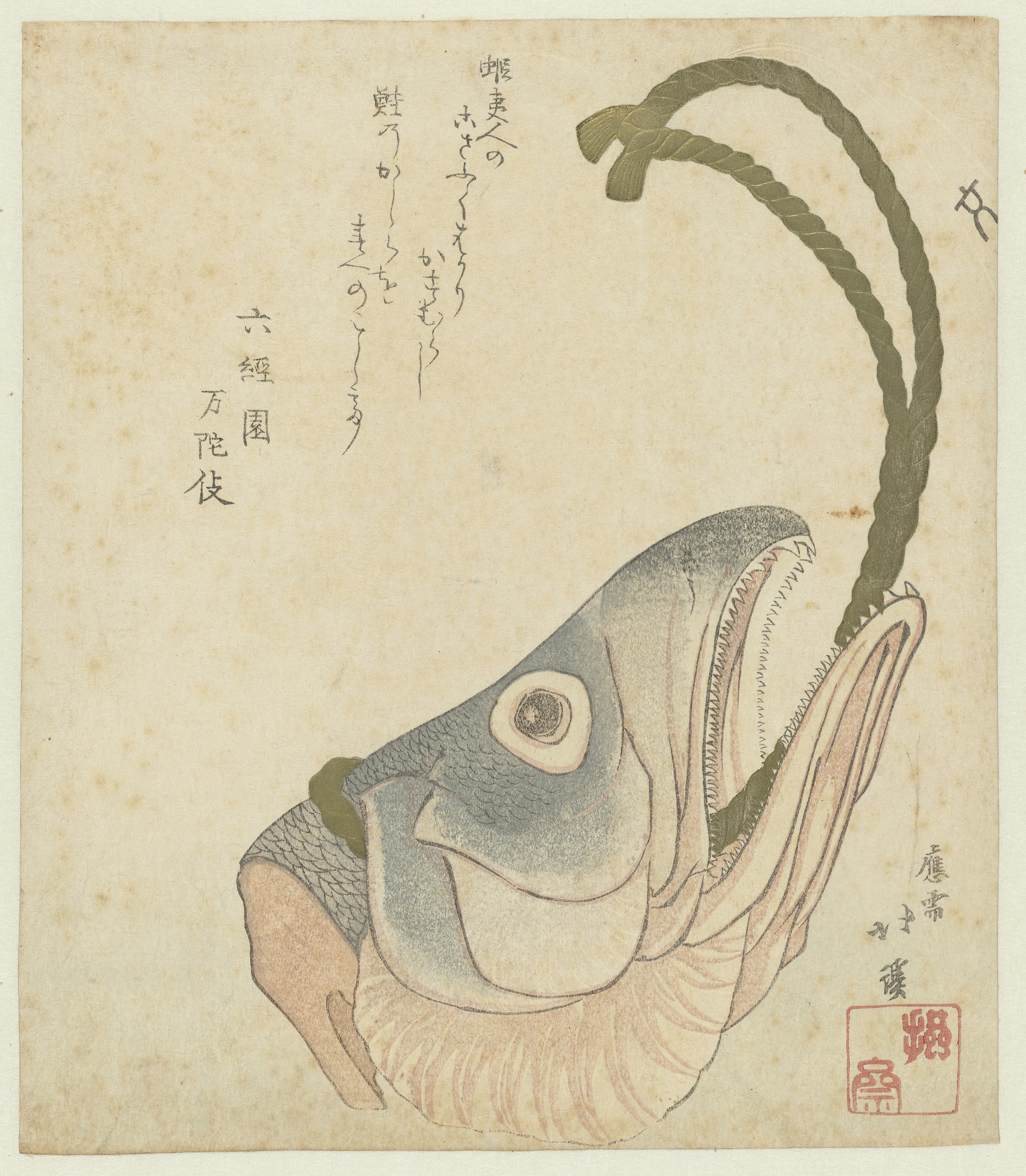
Cabeça de um salmão, c. 1815–25
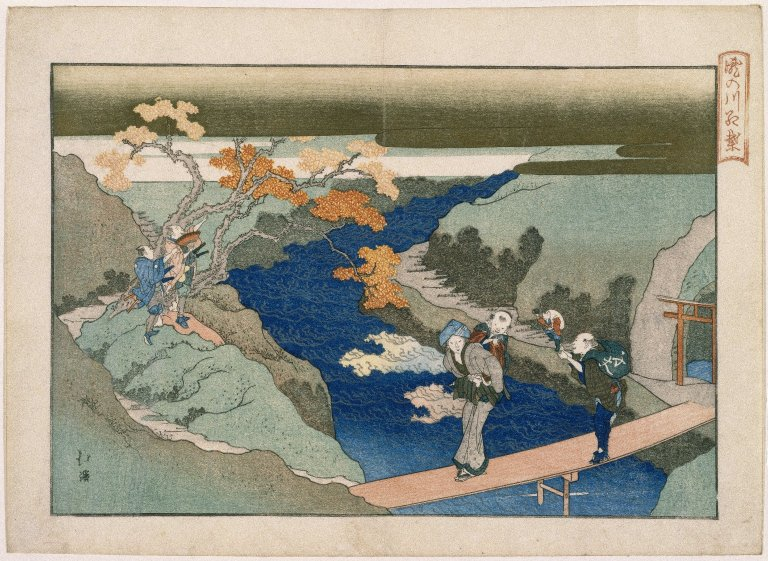
Bordo outonal no rio Takinogawa, c. 1820–40
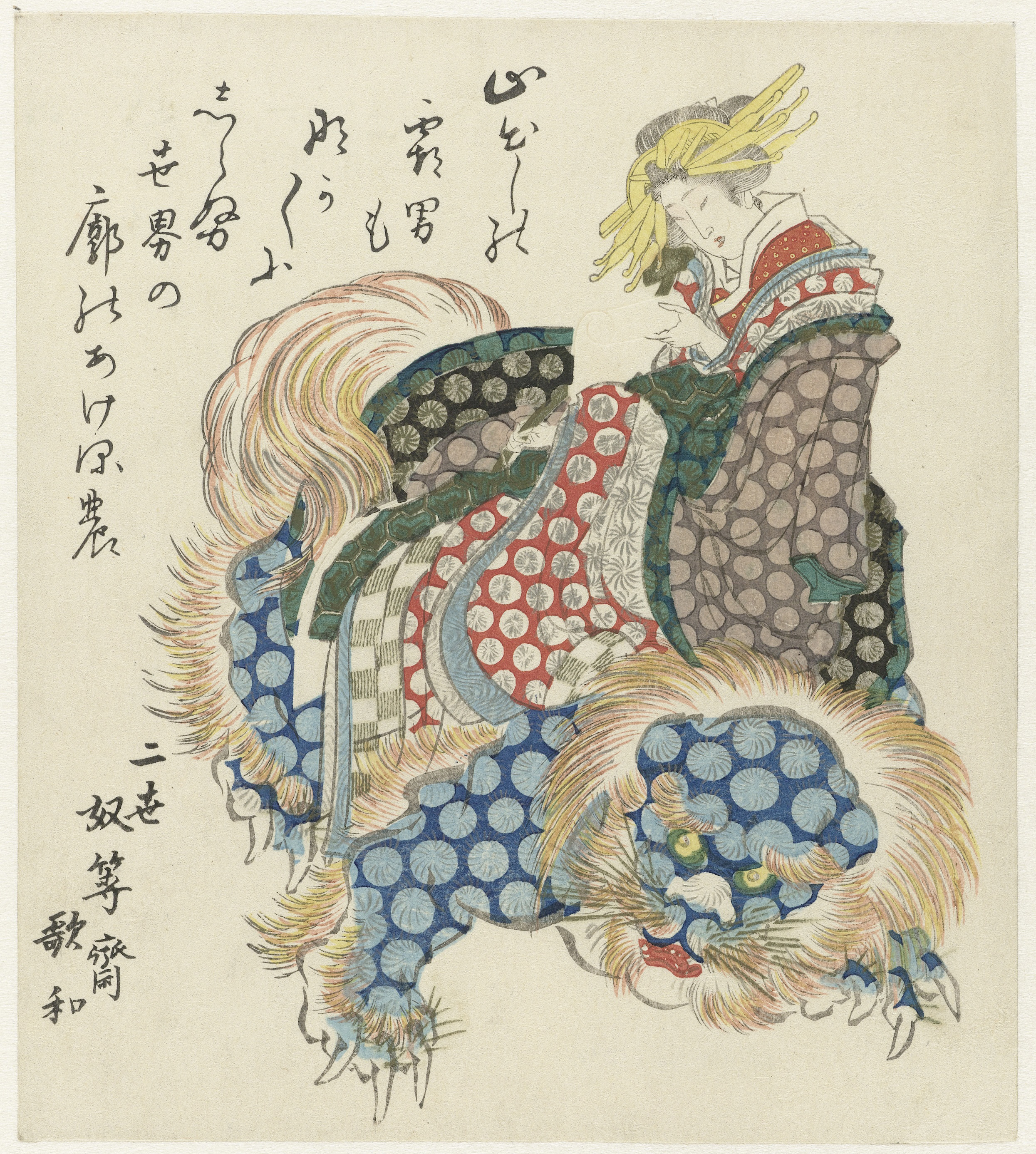
Cortesão cavalgando um leão, c. 1830s

### Obras citadas
- International Ukiyo-e Society, ed. (2008). 浮世絵大事典 [Grand Dictionary of Ukiyo-e] (em japonês). [S.l.]: Tōkyō-dō Publishing. ISBN 978-4-490-10720-3
- Marks, Andreas (2012). Japanese Woodblock Prints: Artists, Publishers and Masterworks: 1680–1900. [S.l.]: Tuttle Publishing. ISBN 978-1-4629-0599-7
- Naitō, Masato. «Toyota Hokkei». Grove Art Online, Oxford Art Online. Oxford University Press. Consultado em 10 de abril de 2015. (pede subscrição (ajuda))